# 輝山乳業
中國輝山乳業控股有限公司，簡稱中國輝山乳業控股、輝山乳業，以及中國輝山乳業（英語：China Huishan Dairy Holdings Company Limited，港交所除牌前：6863.HK），於1951年當時瀋陽市政府成立前身為「輝山乳廠」總部位於瀋陽。

## 历史
在2002年，由楊凱（前主席及首席執行官）出任「瀋陽乳業有限責任公司」（前身為「沈阳市乳品供应站」，也是1951年成立）總經理，之後在2009年成立「遼寧輝山控股（集團）有限公司」，成為主要附屬公司。業務在中國內地經營牧草种植、精饲料加工、良种奶牛饲养繁育、全品类等乳類產品。
該股份在2013年9月27日於港交所主板上市。招股價為2.28至2.67港元，全球配售為3,787,596,000股，集資額為86.37至101.14億港元，配售投資者包括鄭裕彤家族、挪威銀行、伊利集團及中糧集團，它們分別投資約3億美元、5,000萬美元及4,000萬美元。
2016年12月16日，沽空机构浑水发表报告，指辉山乳业涉伪造财务报表，股值零价值。并称辉山至少自2014年起，声称向其自营附属购入牧草紫花苜蓿，但实际上是向第三方购入，故认为其财务资料造假。同时乳牛牧场资本开支亦涉造假，估计其实际开支被夸大了8.93亿-16亿元人民币。并称公司因借贷过度而接近违约边缘。同年12月19日，浑水再次发布沽空报告，辉山乳业澄清确认已公平反映业绩。而诺亚控股子公司歌斐资产涉及辉山乳业的债权达5.46亿元。
2017年3月24日，該公司股價突然急跌超過8成，最低跌至0.25港元，停牌前報0.42港元。3月25日，辉山乳业实际控制人、董事长杨凯在辽宁省金融办召开的辉山乳业债权人工作会议上承认，公司资金链断裂。3月31日，辉山乳业的4名独立董事——宋昆冈、顾瑞霞、徐奇鹏及简裕良已全部辞任，并即日起生效。
2017年6月5日，輝山乳業發表公告，表示其「非全面管理賬目」於2017年3月31日的現金及現金等價物與獲銀行確認的金額出現約24億元人民幣的差距。
2017年12月13日，輝山乳業董事长杨凯被列入失信被执行人名单。
2019年12月，香港交易所公布，已停牌兩年多的輝山乳業，在除牌程序第三階段最後限期前仍沒提交任何復牌建議，決定從12月23日起取消其上市地位。是滬港通及深港通開通以來，首家遭監管機構除牌的港股通股份。
2020年11月，广东越秀集团宣布接手輝山乳業资产。

## 相关
- 欣泰电气
- 风行牛奶

## 外部連結
- Huishandairy.com （页面存档备份，存于）